# Espais Volart
Els Espais Volart són un museu d'art inaugurat el 2002 que acull exposicions temporals d'artistes catalans contemporanis del fons de la col·lecció de la Fundació Vila Casas. Les galeries estan ubicades al carrer d'Ausiàs March, a les cases modernistes Antònia Puget i Manuel Felip, on abans hi tenien els magatzems.
Autors com Lluís Marsans, Xavier Valls o Lita Cabellut són alguns dels pintors que hi han exposat les seves obres.